# Plerogyra sinuosa
Espèce
Statut de conservation UICN

 NT  : Quasi menacé
Statut CITES
Le corail bulles (Plerogyra sinuosa) est une espèce de coraux durs de la famille des Caryophylliidae.

## Distribution
Cette espèce se rencontre dans l'océan Indien et l'océan Pacifique.

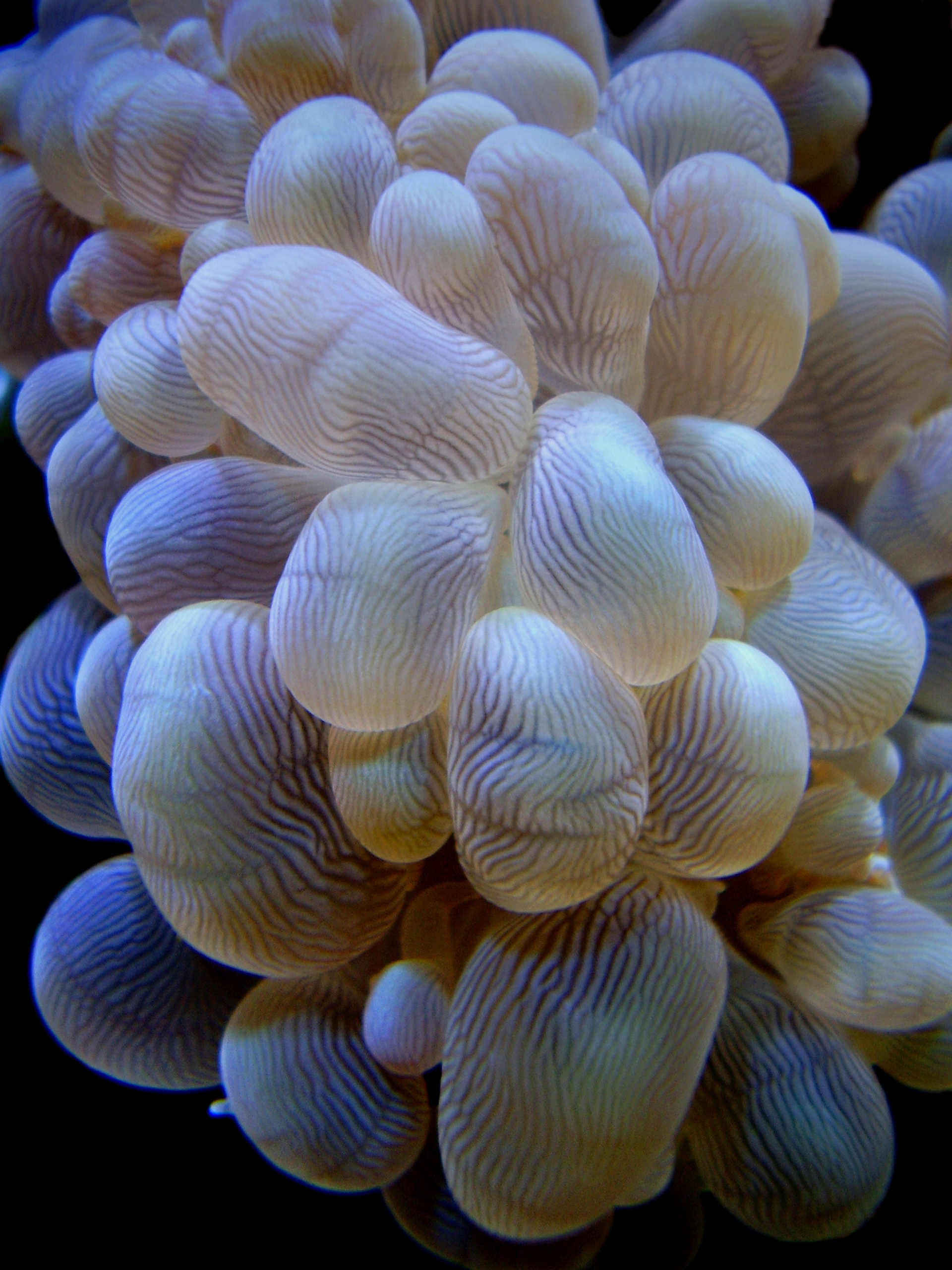
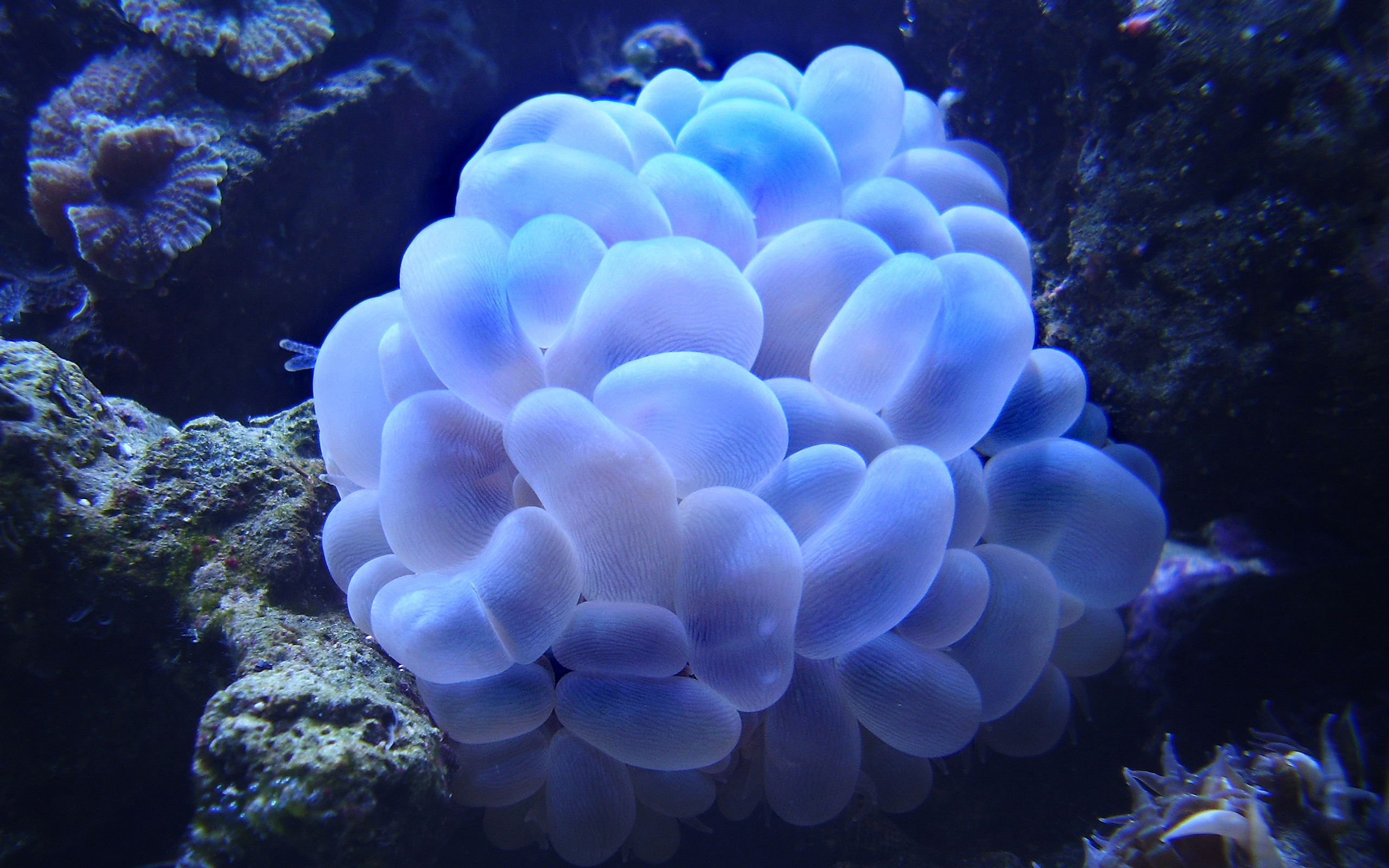
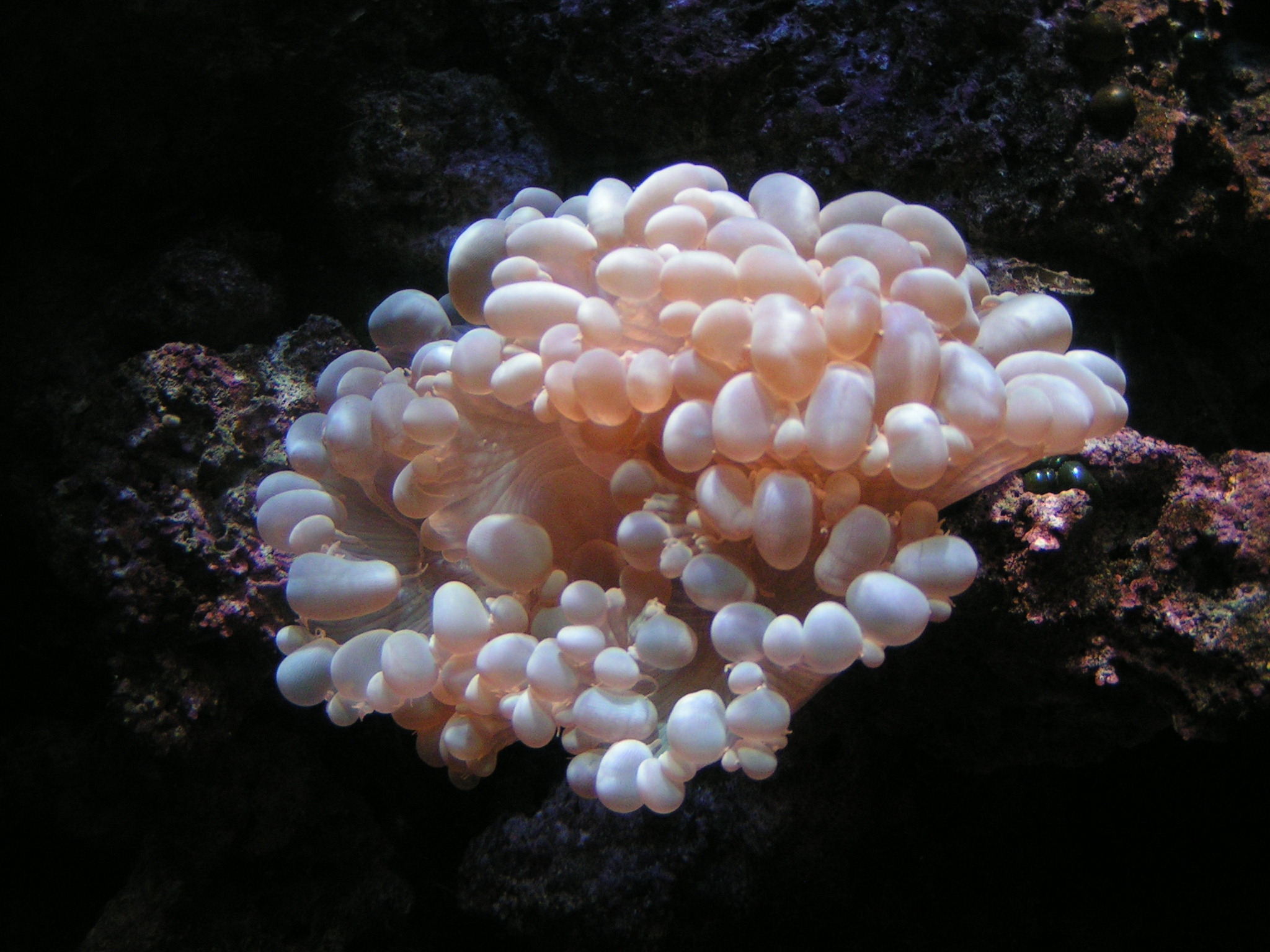
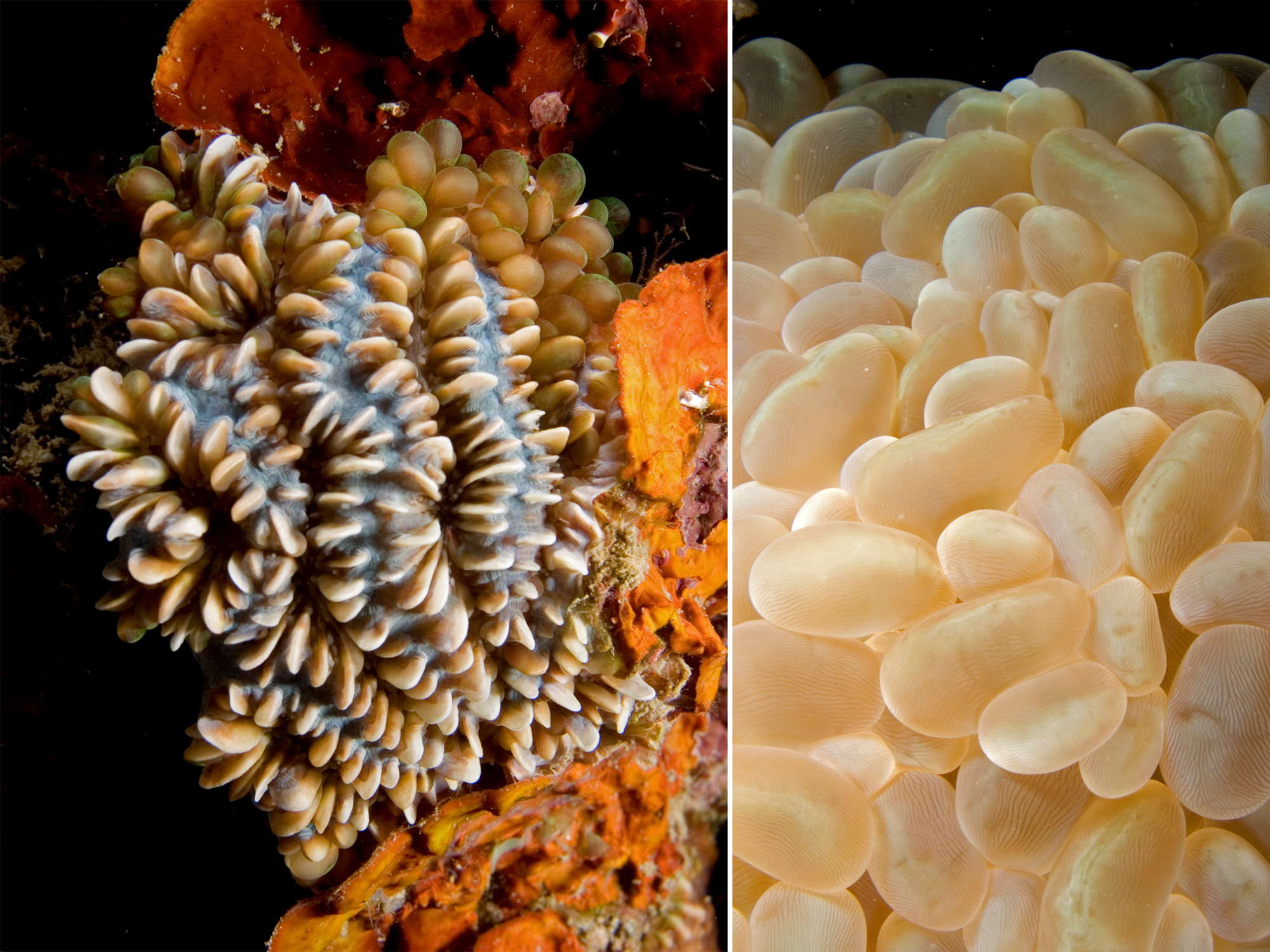
Rétracté et étendu.
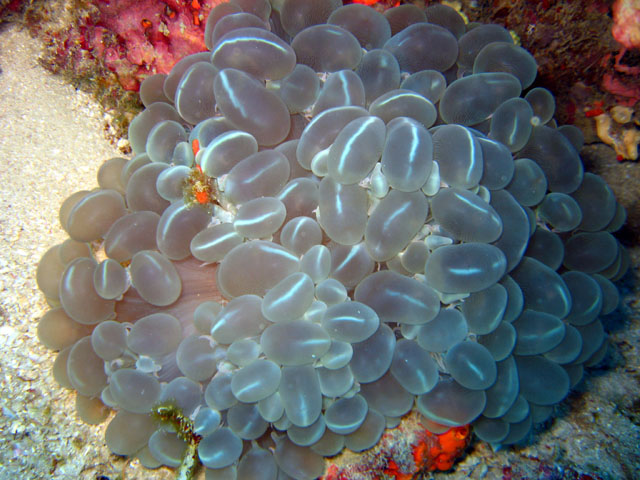
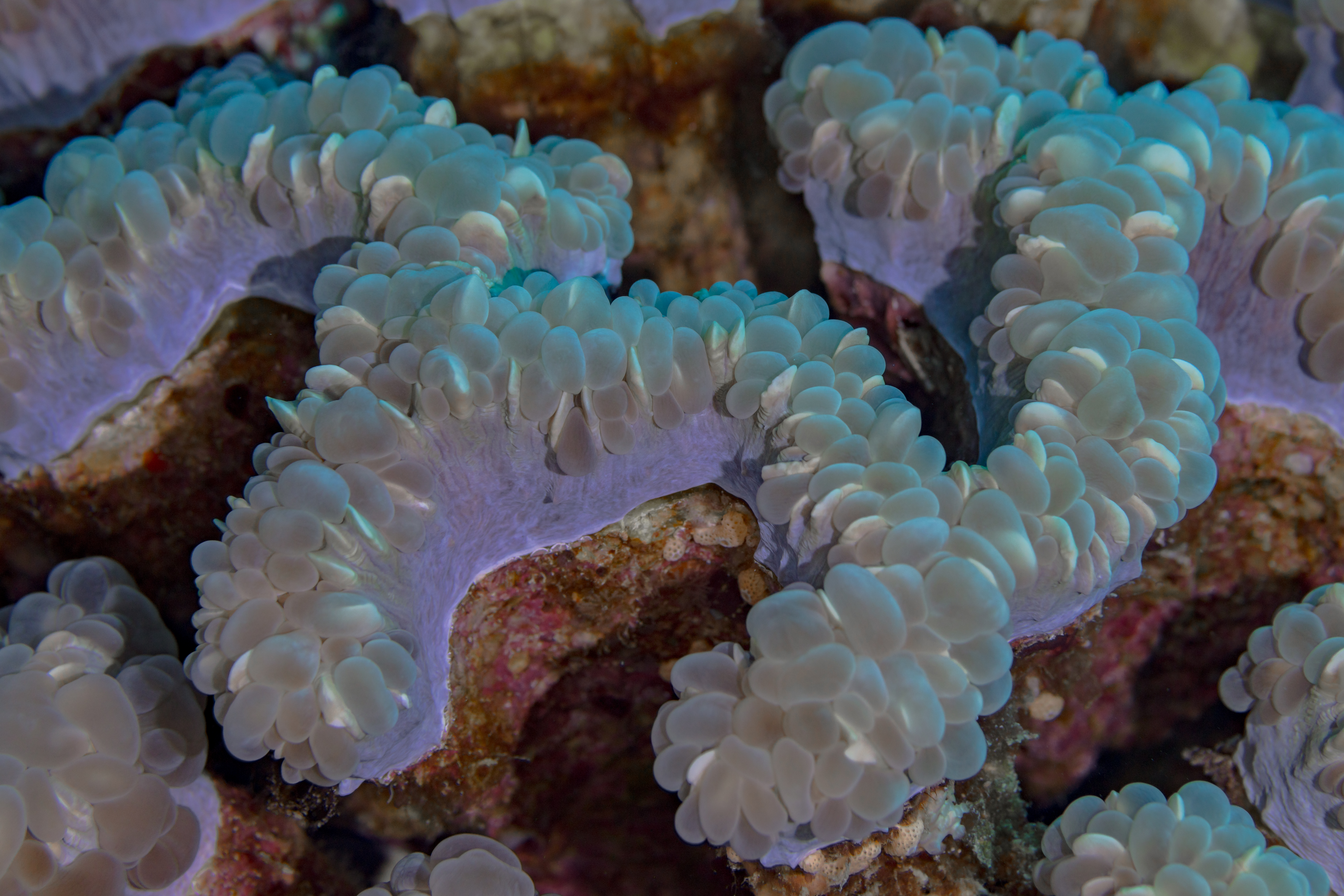

- (en) Animal Diversity Web : Plerogyra sinuosa (consulté le 25 septembre 2014)
- (en) Catalogue of Life : Plerogyra sinuosa (Dana, 1846) (consulté le 19 décembre 2020)
- (fr) CITES : taxon  Plerogyra sinuosa (sur le site du ministère français de l'Écologie) (consulté le 30 mai 2015)
- (en) CITES : Plerogyra sinuosa (Dana, 1846)  (+ répartition sur Species+) (consulté le 30 mai 2015)
- (fr) DORIS : espèce Plerogyra sinuosa (consulté le 25 septembre 2014)
- (fr) INPN : Plerogyra sinuosa (Dana, 1846) (TAXREF)  (consulté le 25 septembre 2014)
- (fr + en) ITIS : Plerogyra sinuosa (Dana, 1846) (consulté le 25 septembre 2014)
- (en) NCBI : Plerogyra sinuosa (taxons inclus) (consulté le 25 septembre 2014)
- (en) Paleobiology Database : Plerogyra sinuosa Dana 1846 (éteint) (consulté le 25 septembre 2014)
- (en) UICN : espèce Plerogyra sinuosa (Dana, 1846) (consulté le 30 mai 2015)
- (en) WoRMS : espèce Plerogyra sinuosa (Dana, 1846) (consulté le 25 septembre 2014)